# Lista över offentlig konst i Ånge kommun
Lista över offentlig konst i Ånge kommun är en påbörjad förteckning över utomhusplacerade skulpturer och annan offentlig konst i Ånge kommun.
| Titel                         | Konstnär(er)    | Årtal | Beskrivning                                                                                        | Typ - material             | Stadsdel/ort | Plats Koordinater                            | Bild                          |
| ----------------------------- | --------------- | ----- | -------------------------------------------------------------------------------------------------- | -------------------------- | ------------ | -------------------------------------------- | ----------------------------- |
| Unga män och järnväg          | Karin Laaja     | 2010  | En repeterad bild som föreställer tre unga män samlade vid en trappa.                              | väggmålning - etsad betong | Ånge         | Ånge driftledningscentral 62.52386, 15.65715 |                               |
| Skule Tostesson               | Sten Johansson  | 2010  | Norska jarlen Skule Tostesson som trästaty.                                                        | staty - trä                | Haverö       | Haverö kyrka 62.52361, 15.65694              | Fler bilder                   |
| Torpshammars kyrkogårdsstaket | Birger Vestin   | 1963  | Kyrkogårdsstaket i järnsmide med händelser ur Bibeln. Våglinjerna i staketet symboliserar Ljungan. | staket - järnsmide         | Torpshammar  | Torpshammars kyrkogård 62.46839, 16.34455    | Torpshammars kyrkogårdsstaket |
| Tången                        | Bengt Lindström | 1996  | Två jättelika stående tänger i betong.                                                             | skulptur - betong          | Ånge         | Torpshammars kyrkogård 62.52571, 15.68916    |                               |